# Счастливое (Запорожская область)
Счастливое (укр. Щасливе) — село,
Счастливский сельский совет,
Ореховский район,
Запорожская область,
Украина.
Код КОАТУУ — 2323987901. Население по переписи 2001 года составляло 723 человека.
Является административным центром Счастливского сельского совета, в который, кроме того, входят сёла
Новомихайловка,
Трудолюбовка и посёлок
Калиновка.

## Географическое положение
Село Счастливое находится на расстоянии в 2 км от села Кущовое и в 4-х км от пгт Камышеваха.
По селу протекает пересыхающий ручей с запрудой.
Рядом проходит железная дорога, станция Фисаки в 3,5 км.

## История
- 1917 год — дата основания как село Новосёловка.
- В 1965 году переименовано в село Счастливое.

## Экономика
- ОАО «Селянско-казацкая корпорация».
- «Згода», КСП.
- «Бор», ФХ.
- «Веселка М. А.», ФХ.

## Объекты социальной сферы
- Школа.